# Zeittafel Geschichte des Christentums
Die Zeittafel Geschichte des Christentums ist eine chronologische Aufstellung der Geschichte des Christentums:
Die Kirchengeschichte (KG) ist eine Teildisziplin der Theologie. Sie arbeitet mit denselben Methoden und Hilfsmitteln, die auch die „profane“ Geschichtswissenschaft anwendet. Zu einer theologischen Disziplin wird die KG dadurch, dass sie „Auslegungsgeschichte der Bibel“ (Ebeling) ist bzw. Auskunft darüber erteilen kann, wie das Evangelium in einer bestimmten Zeit Gestalt gewonnen hat (Ruhbach). Damit stellt sie enzyklopädisch Beispiele und Material gelungener und misslungener Vergegenwärtigung der christlichen Botschaft sicher. Mit diesem kritischen Blick auf die Wirkungsgeschichte kann die KG der aktuellen dogmatischen und theologisch-ethischen Fachdebatte wichtige Impulse verleihen.
Allerdings bleibt problematisch, welcher Standpunkt eingenommen werden soll, um „gelungene“ oder „misslungene“ Vergegenwärtigung benennen zu können.

## Frühes Christentum
| Jahr         | Ereignis                                                    | Sonstiges |
| ------------ | ----------------------------------------------------------- | --- |
| ca. 30       | Kreuzestod Jesu Christi                                     | |
| ca. 33       | Märtyrertod des Stephanus                                   | (in Anwesenheit des Saulus) |
| ca. 35       | Einsetzen der Samaritanermission                            | |
| 43 / 44      | Verfolgung der Christengemeinde in Jerusalem                | Jakobus wird als erster der Apostel hingerichtet |
| ca. 49       | Apostelkonzil in Jerusalem                                  | Ausweisung der Juden aus Rom unter Claudius (sogenanntes Claudiusedikt)                                                                                         |
| ca. 49       | 2. Missionsreise des Paulus                                 | Paulus missioniert in Makedonien. Das Christentum erreicht Europa                                                                                               |
| 50–64        | Briefe des Apostels Paulus                                  | |
| 50           | Gründung der Gemeinde in Korinth durch Paulus               | |
| 53           | Thomaschristen                                              | Der Apostel Thomas erreicht Indien und verbreitet dort das Christentum                                                                                          |
| Um 60 bis 95 | Niederschrift der vier Evangelien                           | |
| 64           | Christenverfolgung unter Nero                               | Tod der Apostel Petrus und Paulus. |
| 66–74        | Aufstand der Eiferer (Zeloten) in und um Jerusalem          | |
| 70           | Zerstörung Jerusalems und des Tempels                       | |
| 81–96        | Christenverfolgung unter Domitian                           | Der Apostel Johannes stirbt als letzter Apostel auf der Insel Patmos                                                                                            |
| 132–135      | Zweiter jüdischer Aufstand unter Bar Kochba                 | völlige Zerstörung Jerusalems. Umbenennung der Provinz Judäa in Palästina („Philisterland“) zur Schmähung der Juden                                             |
| 155          | Märtyrertod des Polycarp von Smyrna                         | |
| ca. 160–220  | Tertullian                                                  | |
| 178          | Irenäus von Lyon wird Bischof von Lyon                      | |
| 185–254      | Origenes von Alexandria                                     | Kirchenvater |
| 217–222      | Calixt I. beansprucht Vormachtstellung des Bischofs von Rom | |
| 248          | Cyprian († 258) wird Bischof von Karthago                   | |
| 249–251      | Christenverfolgung im Nahen Osten durch Kaiser Decius       | |
| 295–373      | Athanasius, Kirchenvater                                    | Auseinandersetzung mit Arianismus |
| ca. 300      | Antonius († 356)                                            | lebt als Mönch und Einsiedler in der Wüste |
| 301          | Gregor der Erleuchter                                       | wird erster Katholikos der armenischen Kirche. Das Christentum wird in Armenien zur Staatsreligion.                                                             |
| 306          | Synode von Elvira                                           | |
| 303–311      | Christenverfolgung unter Diokletian                         | |
| 313          | Konstantin der Große                                        | Mailänder Vereinbarung, das Christentum ist im römischen Reich nicht mehr verboten (aber noch nicht Staatsreligion).                                            |
| 313          | Eusebius von Caesarea                                       | Autor einer ausführlichen Kirchengeschichte der ersten Jahrhunderte, wird Bischof von Caesarea                                                                  |
| ca. 320      | Erste Klostergründung durch Pachomios (292–346)             | |
| 325          | Konzil von Nicäa                                            | Verurteilung des Arianismus – Jesus ist wahrer Gott vom wahren Gott, gezeugt nicht geschaffen, wesensgleich mit dem Vater.                                      |
| 330–379      | Basilius der Große                                          | Kirchenvater, Bischof von Caesarea, Klostergründer |
| 330–390      | Gregor von Nazianz (der Theologe)                           | Kirchenvater, Predigten über die Trinität, Vorsitz beim Konzil von Konstantinopel                                                                               |
| 335–394      | Gregor von Nyssa                                            | Kirchenvater, Bruder des Basilius |
| 337          | Mirian III                                                  | Das Christentum wurde zur Staatsreligion Iberiens (heutiges Georgien) erklärt.                                                                                  |
| 337–397      | Ambrosius von Mailand                                       | Kirchenvater, Lehrer des Augustinus |
| 347–420      | Hieronymus                                                  | Kirchenvater, Übersetzer der Vulgata |
| 350–407      | Johannes Chrysostomos                                       | Kirchenvater |
| 354–430      | Augustinus                                                  | Kirchenvater |
| 380          | Gründung der römisch-katholischen Reichskirche              | Das Christentum wird zur Staatsreligion im römischen Reich erklärt (Edikt Cunctos populos)                                                                      |
| 381          | Erstes Konzil von Konstantinopel                            | Nicaeanisch-Konstantinopolitanisches Glaubensbekenntnis – Gott ist ein Gott in drei Personen (Dreifaltigkeit). Auch der Heilige Geist ist Gott.                 |
| 381          | Martin von Tours                                            | gründet bei Poitiers das erste Kloster in Gallien |
| 383          | Tod Wulfilas                                                | übersetzte die Bibel ins Gotische |
| 391          | Theodosius I.                                               | verbietet die heidnischen Kulte und lässt die Tempel schließen                                                                                                  |
| 431          | Konzil von Ephesos                                          | Maria ist Gottesgebärerin (Theotokos) und Christus ist wahrer Gott und wahrer Mensch                                                                            |
| 432          | Patrick                                                     | beginnt sein Wirken in Irland |
| 451          | Konzil von Chalcedon                                        | Abspaltung der altorientalischen Kirchen – in Jesus Christus sind die göttliche und die menschliche Natur in einer Person unvermischt und ungetrennt verbunden. |
| 480–550      | Benedikt von Nursia                                         | Gründer der Benediktiner |

## Mittelalter
| Jahr         | Ereignis                                                                                              | Sonstiges |
| ------------ | --- | --- |
| 498 oder 499 | Taufe Chlodwigs                                                                                       | Bekehrung des gesamten Frankenreiches zum Christentum                                                                         |
| 533          | Corpus iuris civilis                                                                                  | Dem Papsttum wurde vom ost-römischen Kaiser die kirchliche Vorherrschaft durch Erlass übertragen                              |
| ab 534       | Iroschottische Mission in England                                                                     | Durch Columban von Iona |
| 553          | Zweites Konzil von Konstantinopel                                                                     | Verurteilung der sogenannten Drei Kapitel (bestimmte Schriften dreier Theologen der Schule von Antiochien)                    |
| 590          | Columban von Luxeuil                                                                                  | Ankunft in Gallien |
| 590–604      | Papst Gregor der Große                                                                                | Kirchenvater |
| 612          | Gallus                                                                                                | Späterer Einsiedler in St. Gallen                                                                                             |
| 664          | Synode von Whitby                                                                                     | Die Synode entscheidet sich für die römische Form des Ritus und gegen die iroschottischen (orthodoxen)                        |
| 680–681      | Drittes Konzil von Konstantinopel                                                                     | Entsprechend den zwei Naturen besitzt Jesus Christus einen göttlichen und einen menschlichen Willen                           |
| 719–754      | Bonifatius                                                                                            | missioniert Deutschland |
| 720          | Benediktinerregel                                                                                     | in St. Gallen |
| 732          | Karl Martell                                                                                          | verhindert durch seinen Sieg in der Schlacht von Tours und Poitiers die muslimische Besatzung des christlichen Frankenreiches |
| 726          | Beginn des Bilderstreits in der Ostkirche                                                             | |
| 754          | Pippinsche Schenkung                                                                                  | begründet den Kirchenstaat |
| 787          | Zweites Konzil von Nicäa                                                                              | Ökumenisches Konzil erlaubt Bilderverehrung                                                                                   |
| 863          | Method und Kyrill missionieren unter den Slawen                                                       | |
| 867–879      | Photius                                                                                               | Absetzung und Wiedereinsetzung des Photios                                                                                    |
| 869–870      | Viertes Konzil von Konstantinopel                                                                     | |
| 909          | Gründung der Abtei Cluny                                                                              | Cluniazensische Reform |
| 988          | Beginn der Christianisierung Russland                                                                 | Wladimir I. Herrscher der Kiewer Rus empfängt die Taufe und lässt seine Untertanen taufen                                     |
| 1009         | Al-Hakim zerstört die Grabeskirche in Jerusalem, eines der größten Heiligtümer des Christentums       | Beginn und Grund für die Kreuzzüge                                                                                            |
| 1033–1109    | Anselm von Canterbury                                                                                 | |
| 1054         | Morgenländisches Schisma                                                                              | (Trennung) der römischen und griechischen Kirche                                                                              |
| 1073         | Gregor VII. wird Papst                                                                                | |
| 1077         | Heinrich IV. (HRR) geht beim Investiturstreit nach Canossa                                            | |
| 1090–1153    | Bernhard von Clairvaux, bringt Zisterzienser zur Blüte                                                | |
| 1095         | Ausrufung des ersten Kreuzzugs                                                                        | |
| 1096–1099    | Erster Kreuzzug                                                                                       | |
| 1098         | Zisterzienserorden gegründet                                                                          | |
| 1123         | Erstes Laterankonzil                                                                                  | Investiturstreit |
| 1139         | Zweites Laterankonzil                                                                                 | Zölibat für Priester |
| 1140–1217    | Petrus Waldes                                                                                         | Gründer der Waldenser |
| 1147–1149    | Zweiter Kreuzzug/Wendenkreuzzug                                                                       | |
| 1175–1221    | Dominikus                                                                                             | Gründer der Dominikaner |
| 1179         | Drittes Laterankonzil                                                                                 | |
| 1182–1226    | Franz von Assisi                                                                                      | Gründer der Franziskaner |
| 1189–1192    | Dritter Kreuzzug                                                                                      | |
| 1200–1280    | Albertus Magnus                                                                                       | |
| 1202–1204    | Vierter Kreuzzug                                                                                      | |
| 1209–1229    | Albigenserkreuzzug                                                                                    | |
| 1212         | Kinderkreuzzug                                                                                        | |
| 1215         | Viertes Laterankonzil                                                                                 | Transsubstantiationsverständnis                                                                                               |
| 1217–1221    | Kreuzzug von Damiette                                                                                 | |
| 1225–1274    | Thomas von Aquin                                                                                      | |
| 1228–1229    | Kreuzzug Friedrichs II.                                                                               | |
| 1245         | Erstes Konzil von Lyon                                                                                | |
| 1248–1254    | Sechster Kreuzzug                                                                                     | |
| 1260–1328    | Meister Eckhart                                                                                       | |
| 1270         | Siebter Kreuzzug                                                                                      | |
| 1274         | Zweites Konzil von Lyon                                                                               | |
| 1288         | Wilhelm von Ockham                                                                                    | |
| 1300         | Ausrufung des ersten Heiligen Jahres durch Papst Bonifatius VIII.                                     | |
| 1302         | Päpstliche Bulle Unam Sanctam von Bonifatius fordert auch weltlichen päpstlichen Herrschafts-Anspruch | |
| 1303         | Der Papst wird vom französischen König Philipp IV. gefangengesetzt                                    | |
| 1309         | Der französische Papst Klemens V. residiert nicht mehr in Rom, sondern in Avignon                     | |
| 1378–1417    | Zwei Päpste, einer in Rom, der andere in Avignon (Schisma)                                            | |
| 1387         | Christianisierung Litauens                                                                            | |

## Reformation und Gegenreformation, europäische Kolonien
| Jahr         | Ereignis | Sonstiges |
| ------------ | --- | --- |
| 1311–1312    | Konzil von Vienne | |
| 1365         | Kreuzzug gegen Alexandria                                                                                              | |
| 1383         | John Wyclif | übersetzt die Bibel ins Englische |
| 1396         | Kreuzzug von Nikopolis                                                                                                 | |
| 1369–1415    | Jan Hus, Tschechien, Reformator                                                                                        | beim Konzil in Konstanz hingerichtet -> Herrnhuter Brüdergemeine                                                                        |
| 1414–1418    | Konzil von Konstanz | |
| 1431–1445    | Konzil von Basel/Ferrara/Florenz                                                                                       | |
| 1453         | Belagerung von Konstantinopel (1453)                                                                                   | fällt und damit endet das oströmische Reich. Am 29. Mai 1453 feiert Kaiser Konstantin XI. die letzte Heilige Messe in der Sophienkirche |
| 1452–1498    | Girolamo Savonarola | |
| 1466/69–1536 | Erasmus von Rotterdam                                                                                                  | |
| 1482–1531    | Johannes Oekolampad, Basel                                                                                             | Schweizer Reformator |
| 1483–1546    | Martin Luther, Wittenberg                                                                                              | Deutscher Reformator |
| 1484–1531    | Ulrich Zwingli, Zürich                                                                                                 | Schweizer Reformator |
| 1484–1530    | Niklaus Manuel Deutsch, Bern                                                                                           | Schweizer Reformator |
| 1485–1548    | Johannes Bugenhagen, Wittenberg                                                                                        | Deutscher und dänischer Reformator |
| 1489–1556    | Thomas Cranmer, London                                                                                                 | Englischer Reformator |
| 1489–1565    | Guillaume Farel, Frankreich                                                                                            | Genfer Reformator |
| 1491–1551    | Martin Bucer, Straßburg, Cambridge                                                                                     | Reformator |
| 1491–1556    | Ignatius von Loyola | Gründer des Jesuitenordens |
| 1492         | Ende der Reconquista                                                                                                   | Spanien entledigt sich endgültig der muslimischen Besatzung                                                                             |
| 1492         | Alhambra-Edikt | Vertreibung der Juden aus Spanien |
| 1493–1552    | Olavus Petri, Stockholm                                                                                                | Schwedischer Reformator |
| 1494–1536    | William Tyndale, Antwerpen                                                                                             | Englischer Bibelübersetzer und Reformator                                                                                               |
| 1494–1561    | Hans Tausen, Dänemark                                                                                                  | Reformator |
| 1496–1562    | Menno Simons, Friesland                                                                                                | niederländisch-friesischer Reformator und Namensgeber der Mennoniten                                                                    |
| 1497–1560    | Philipp Melanchthon, Wittenberg                                                                                        | Reformator |
| 1499–1560    | Johannes a Lasco | Reformator |
| 1500–1558    | Karl V. | |
| 1504–1575    | Heinrich Bullinger | Schweizer Reformator, Nachfolger Ulrich Zwinglis                                                                                        |
| 1505–1572    | John Knox | schottischer Reformator und Mitbegründer der presbyterianischen Kirchen                                                                 |
| 1509–1564    | Johannes Calvin | Französischer Reformator in Genf |
| 1512         | Fünftes Laterankonzil                                                                                                  | |
| 1517         | Thesenanschlag in Wittenberg                                                                                           | Beginn der Reformation in Deutschland durch Martin Luther                                                                               |
| 1519         | Ulrich Zwingli | Leutpriester am Grossmünster in Zürich                                                                                                  |
| 1519–1605    | Theodore Beza, Genf | Reformator, Nachfolger Calvins |
| 1521         | Martin Luther wird exkommuniziert, die Reichsacht über ihn verhängt                                                    | |
| 1523         | Reformation in Zürich durch Ulrich Zwingli                                                                             | |
| 1523–1567    | Guy de Bray | Reformator der Niederlande |
| 1525         | Gründung der ersten reformatorischen Täufergemeinde in Zürich                                                          | Entstehung der Täuferbewegung und anschließende Verfolgung                                                                              |
| 1527         | Reichstag (Ratsversammlung) in Västerås                                                                                | Einführung der Reformation in Schweden                                                                                                  |
| 1528         | Reformation in Bern durch Berchtold Haller und Niklaus Manuel Deutsch                                                  | |
| 1529         | Reformation in Basel durch Johannes Oekolampad                                                                         | |
| 1529         | Reichstag in Speyer | Protestation der evangelischen Stände und zugleich Beschluss des Wiedertäufermandats                                                    |
| 1529         | Großer und Kleiner Katechismus von Martin Luther                                                                       | |
| 1529         | Marburger Religionsgespräch                                                                                            | keine Einigung zwischen Lutheranern und Reformierten bezüglich Abendmahl                                                                |
| 1529         | Erste Wiener Türkenbelagerung                                                                                          | |
| 1530         | Augsburger Bekenntnis auf dem Reichstag zu Augsburg                                                                    | Verdammung der reformatorischen Täufer durch die lutherischen Reichsstände                                                              |
| 1531         | Ulrich Zwingli fällt im Zweiten Kappelerkrieg                                                                          | |
| 1531         | Maria erscheint in Guadalupe Juan Diego                                                                                | |
| um 1533      | Johannes Calvin schließt sich der protestantischen Bewegung in Frankreich an                                           | |
| 1534         | Suprematsakte in England (König Heinrich VIII. Oberhaupt der Anglikanischen Kirche)                                    | |
| 1534         | Deutsche Bibel von Martin Luther                                                                                       | |
| 1535         | Thomas More hingerichtet                                                                                               | |
| 1536         | Erstes Helvetisches Bekenntnis                                                                                         | |
| 1536         | Erste Ausgabe der Institutio Johannes Calvins                                                                          | |
| 1536         | Einführung der Reformation in Dänemark                                                                                 | |
| 1541         | Reformation in Schottland durch John Knox                                                                              | |
| 1545–1563    | Konzil von Trient | Gegenreformation |
| 1549         | Consensus Tigurinus | Verbindung der Reformation Ulrich Zwinglis und Johannes Calvins                                                                         |
| 1549         | Franz Xaver erreicht Japan                                                                                             | |
| 1555         | Augsburger Religionsfriede                                                                                             | Formel Cuius regio, eius religio |
| 1559         | Erste Nationalsynode der reformierten Christen in Frankreich („Hugenotten“) mit Verabschiedung der Confessio Gallicana | |
| 1560         | Confessio Scotica | Glaubensbekenntnis der schottischen Presbyterianer                                                                                      |
| 1563         | Heidelberger Katechismus                                                                                               | |
| 1566         | Zweites Helvetisches Bekenntnis                                                                                        | |
| 1568         | Edikt von Torda und Gründung der Unitarische Kirche in Siebenbürgen                                                    | |
| 1570         | Martín de Goiti und Juan de Salcedo erreichen die Philippinen                                                          | König Rajah Sulayman konvertiert als Folge der verlorenen Schlacht von Bangkusay zur römisch-katholischen Kirche                        |
| 1580         | Konkordienbuch erscheint                                                                                               | Abschluss der lutherischer Bekenntnisse                                                                                                 |
| 1589         | Moskau wird vom Bischofssitz zum Patriarchat erhoben                                                                   | Moskau fühlt sich als das dritte Rom, das über den wahren Glauben wacht                                                                 |
| 1600         | Giordano Bruno in Rom hingerichtet                                                                                     | |

## Neuzeit
| Jahr      | Ereignis | Sonstiges                                                                                      |
| --------- | --- | ---------------------------------------------------------------------------------------------- |
| 1607–1676 | Paul Gerhardt | Pfarrer und Liederdichter                                                                      |
| 1609      | Gründung der ersten Baptistengemeinde in Amsterdam                                                                            |                                                                                                |
| 1611      | King-James-Bibel |                                                                                                |
| 1618–1619 | Abhaltung der Dordrechter Synode, auf der die Lehrregeln von Dordrecht beschlossen wurden                                     |                                                                                                |
| 1624–1691 | George Fox | Gründer der Quäker                                                                             |
| 1635–1705 | Philipp Jacob Spener | Pietismus                                                                                      |
| 1648–1690 | Robert Barclay | theologischer Wegbereiter der Quäker                                                           |
| 1662      | Klassische Ausgabe des Book of Common Prayer                                                                                  |                                                                                                |
| 1663–1727 | August Hermann Francke |                                                                                                |
| 1683      | Zweite Wiener Türkenbelagerung                                                                                                |                                                                                                |
| 1685–1750 | Johann Sebastian Bach | Kirchenmusiker                                                                                 |
| 1697–1769 | Gerhard Tersteegen | Liederdichter und Mystiker                                                                     |
| 1700–1760 | Nikolaus Ludwig Graf von Zinzendorf                                                                                           | Gründer der Herrnhuter Brüdergemeine                                                           |
| 1703–1791 | John Wesley | Gründer des Methodismus                                                                        |
| 1714–1770 | George Whitefield | Mitbegründer des Methodismus und berühmtester Open-Air-Prediger des 18. Jahrhunderts           |
| 1723      | Cornelius Steenoven | Wahl des ersten altkatholischen Erzbischofs von Utrecht, Konstituierung der Kirche von Utrecht |
| 1768–1834 | Friedrich Daniel Ernst Schleiermacher                                                                                         | Theologe                                                                                       |
| 1789–1799 | Entchristianisierungsprozess                                                                                                  | Französische Revolution, Pius VI.                                                              |
| 1800–1884 | Johann Gerhard Oncken | Begründer der deutschen Baptistengemeinden                                                     |
| 1801      | Konkordat | zwischen dem französischen Kaiserreich und der römisch-katholischen Kirche                     |
| 1803      | Reichsdeputationshauptschluss und Säkularisation                                                                              |                                                                                                |
| ab 1820   | Erweckungsbewegung in Deutschland                                                                                             |                                                                                                |
| 1830      | Entstehung der Altlutheraner                                                                                                  |                                                                                                |
| 1830      | Gründung der Kirche Jesu Christi der Heiligen der Letzten Tage (Mormonen) in Fayette im US-Bundesstaat New York.              |                                                                                                |
| 1831      | Sammlung der katholisch-apostolischen Gemeinden                                                                               |                                                                                                |
| 1833      | Anfang der Oxford-Bewegung |                                                                                                |
| 1834      | Gründung der ersten deutschen Baptistengemeinde                                                                               | in Hamburg durch Johann Gerhard Oncken                                                         |
| 1850      | Beginn der christlichen Mission in China                                                                                      |                                                                                                |
| 1853      | Jonathan Paul | Gründer der deutschen Pfingstbewegung                                                          |
| 1854      | Unbefleckte Empfängnis | Glaubensdogma verkündet von Papst Pius IX.                                                     |
| 1863      | Gründung der Allgemeinen Christlichen Apostolischen Mission                                                                   | Gründung der Siebenten-Tags-Adventisten                                                        |
| 1867      | Erste Lambeth-Konferenz |                                                                                                |
| 1869–1870 | Erstes Vatikanisches Konzil                                                                                                   | die Unfehlbarkeit des Papstes wird zum Dogma erhoben.                                          |
| 1870–1922 | William J. Seymour | Begründer der Pfingstbewegung                                                                  |
| 1871      | Gründung der altkatholischen Kirche                                                                                           |                                                                                                |
| 1871–1887 | Kulturkampf in Deutschland |                                                                                                |
| ab 1878   | Entwicklung der Neuapostolischen Kirche                                                                                       | aus der Allgemeinen Christlichen Apostolischen Mission                                         |
| 1881      | Gründung des Weltrat methodistischer Kirchen                                                                                  |                                                                                                |
| 1881      | Entstehung der Bibelforscherbewegung                                                                                          |                                                                                                |
| 1884–1976 | Rudolf Bultmann | Theologe (Entmythologisierung)                                                                 |
| 1886–1968 | Karl Barth | Theologe (dialektische Theologie)                                                              |
| 1891      | Papst Leo XIII. schreibt die Enzyklika Rerum Novarum                                                                          |                                                                                                |
| 1894      | Das Himmelreich in euch, von Leo Tolstoi, Beginn des Christlichen Anarchismus                                                 |                                                                                                |
| 1899/1900 | Adolf von Harnacks Vorlesung Das Wesen des Christentums                                                                       | Klassiker der Liberalen Theologie                                                              |
| 1901/1906 | Beginn der Pfingstbewegung |                                                                                                |
| 1905      | Aufhebung des Konkordats von 1801 und Trennung von Staat und Kirche in Frankreich (Laizismus)                                 |                                                                                                |
| 1905      | Gründung des baptistischen Weltbundes                                                                                         |                                                                                                |
| 1906–1945 | Dietrich Bonhoeffer | Theologe und Widerstandskämpfer                                                                |
| 1909–1965 | William Branham | Heilungsprediger und Prophet                                                                   |
| 1910      | Erste Weltmissionskonferenz in Edinburgh unter dem Motto Evangelisation der Welt in dieser Generation                         |                                                                                                |
| 1913      | Mülheimer Verband Freikirchlich-Evangelischer Gemeinden                                                                       |                                                                                                |
| 1918–2018 | Billy Graham | amerikanische evangelikale Bewegung                                                            |
| 1921–2011 | John Stott | Mitbegründer der weltweiten evangelikalen Lausanner Bewegung                                   |
| 1925      | Stockholmer Weltkirchenkonferenz, erste Konferenz der ökumenischen Bewegung für praktisches Christentum (Life and Work)       |                                                                                                |
| 1925      | Gründung der Mennonitischen Weltkonferenz und erste Konferenz in der Schweiz                                                  |                                                                                                |
| 1924–2006 | William Sloane Coffin, Pfarrer der Riverside Church                                                                           | Führer der Bürgerrechts- und Friedensbewegung                                                  |
| 1927      | Erste Konferenz der ökumenischen Bewegung für Glauben und Kirchenverfassung (Faith and Order) in Lausanne                     |                                                                                                |
| 1932      | Hagia Sophia, eines der bedeutendsten Kirchengebäude der Christenheit und seit 1453 Moschee, wird zum Museum.                 |                                                                                                |
| 1932      | Deutsche Christen |                                                                                                |
| 1933      | Reichskonkordat zwischen dem Heiligen Stuhl und dem Deutschen Reich                                                           |                                                                                                |
| 1934      | Barmer Theologische Erklärung, gegen den NS-Staat                                                                             |                                                                                                |
| 1937      | Zweite ökumenische Life and Work-Konferenz in Oxford, zweite ökumenische Faith and Order-Konferenz in Edinburgh               |                                                                                                |
| 1941      | Rudolf Bultmann | veröffentlicht einen Aufsatz zur Entmythologisierung                                           |
| 1942      | Zusammenschluss von deutschen Baptisten-, Elim- und Brüdergemeinden zum Bund Evangelisch-Freikirchlicher Gemeinden            |                                                                                                |
| 1947      | Kirchen-Union von Südindien                                                                                                   |                                                                                                |
| 1947      | Gründung des Lutherischen Weltbunds                                                                                           |                                                                                                |
| 1948      | Gründung des Ökumenischen Rates der Kirchen                                                                                   |                                                                                                |
| 1950      | Verkündigung des Dogmas der leiblichen Aufnahme Mariens in den Himmel durch Papst Pius XII.                                   |                                                                                                |
| 1957      | Gründung der United Church of Christ                                                                                          |                                                                                                |
| 1958      | Elisabeth Haseloff wird die erste ordinierte Pastorin der evangelisch-lutherischen Kirche in Deutschland                      | Frauenordination                                                                               |
| 1962–1965 | Zweites Vatikanisches Konzil                                                                                                  |                                                                                                |
| 1968      | Generalkonferenz der CELAM in Medellín                                                                                        | Befreiungstheologie                                                                            |
| 1968      | Gründung der Metropolitan Community Church                                                                                    |                                                                                                |
| 1970      | Zusammenschluss einer presbyterianischen und kongregationalistischen Weltorganisation zum reformierten Weltbund               |                                                                                                |
| 1973      | Leuenberger Konkordie |                                                                                                |
| 1974      | Lausanner Bewegung |                                                                                                |
| 1982      | Lima-Erklärung | Ökumenische Konvergenzerklärung zu Taufe, Eucharistie und Amt                                  |
| 1989      | Bischofsweihe von Barbara Clementine Harris als erste Bischöfin einer Kirche, die an die apostolische Sukzession glaubt       |                                                                                                |
| 1992      | Rehabilitierung Galileo Galileis durch Papst Johannes Paul II.                                                                |                                                                                                |
| 2000      | Heiliges Jahr: Öffentliche Vergebungsbitte des Papstes Johannes Paul II. für die Sünden der Kirche in der Geschichte          |                                                                                                |
| 2009      | Veröffentlichung des Murphy-Berichts in Irland                                                                                | Sexueller Missbrauch in der römisch-katholischen Kirche                                        |
| 2009      | Benedikt XVI. hebt die Exkommunikation von vier Bischöfen der Priesterbruderschaft St. Pius X. auf                            |                                                                                                |
| 2010      | Zusammenschluss des Reformierten Weltbundes und des reformierten ökumenischen Rates zur Weltgemeinschaft Reformierter Kirchen |                                                                                                |
| 2013      | Papst Benedikt XVI. erklärt am 11. Februar seinen Amtsverzicht.                                                               |                                                                                                |
| 2017      | 500. Reformationsjubiläum 2017                                                                                                |                                                                                                |